# Thập nhị mỹ nhân
Thập nhị mỹ nhân và Anh vẫn đợi chờ, thường được gọi chung là Thập nhị mỹ nhân, là một bộ album đôi gồm một CD song ca và một CD solo; đây đều là album thứ 17 (vol.17) của nam ca sĩ người Việt Nam Đan Trường, được phát hành vào cuối năm 2007. Trong album này, Đan Trường đã hợp tác, song ca cùng 12 nữ ca sĩ trong nước và cả hải ngoại với ba ngôn ngữ tiếng Việt, tiếng Thái và tiếng Hoa.

## Sản xuất

### Album đôi
Album gồm hai CD song ca (Thập đại mỹ nhân) và đơn ca (Anh vẫn đợi chờ), được thực hiện trong vòng 14 tháng với kinh phí 320 triệu đồng cho mỗi phiên bản CD. Từ 245 ca khúc ban đầu, ê-kíp đã chọn ra 25 ca khúc để hòa âm và bộ album chính thức bao gồm 22 ca khúc.

### Ca sĩ khách mời
Theo ý tưởng ban đầu, dự án có tên gọi Thập đại mỹ nhân và Đan Trường sẽ song ca với 10 ca sĩ nữ nhưng sau đó đã được bổ sung thêm. Các ca sĩ tham gia vào album này gồm có Hương Lan, Thanh Lam, Phương Thanh, Mỹ Tâm, Thanh Thảo, Cẩm Ly, Hồ Ngọc Hà, Phi Nhung, Hiền Thục, Ninh Cát Loan Châu, Lệ Quyên và Hoàng Châu. Mỗi bài hát trong CD Thập đại mỹ nhân tương ứng với phong cách âm nhạc đặc trưng của một ca sĩ mà Đan Trường thể hiện chung.

### Danh sách ca khúcThập đại mỹ nhân
Nguồn:
| STT | Nhan đề                 | Song ca            | Thời lượng |
| --- | ----------------------- | ------------------ | ---------- |
| 1.  | "Những ân tình xưa"     | Ninh Cát Loan Châu |            |
| 2.  | "Tình yêu thần thoại"   | Lệ Quyên           |            |
| 3.  | "Khúc hát chưa đặt tên" | Mỹ Tâm             |            |
| 4.  | "Khúc biệt ly"          | Thanh Thảo         |            |
| 5.  | "Buồn mình em"          | Cẩm Ly             |            |
| 6.  | "Nói vơi người tình"    | Hương Lan          |            |
| 7.  | "Mất nhau rồi"          | Phương Thanh       |            |
| 8.  | "Tiếng cuốc gọi đêm"    | Phi Nhung          |            |
| 9.  | "Cỏ úa"                 | Hồ Ngọc Hà         |            |
| 10. | "Chỉ cần mình có nhau"  | Hoàng Châu         |            |
| 11. | "Nắng sân trường"       | Hiền Thục          |            |
| 12. | "Anh cần em"            | Thanh Lam          |            |

### Danh sách ca khúcAnh vẫn đợi chờ
| STT | Nhan đề                                 | Thời lượng |
| --- | --------------------------------------- | ---------- |
| 1.  | "Tin nhắn"                              |            |
| 2.  | "Em còn nhớ anh"                        |            |
| 3.  | "Anh vẫn đợi chờ"                       |            |
| 4.  | "Nhớ người tình xa"                     |            |
| 5.  | "Nói cho anh nghe về em"                |            |
| 6.  | "Hãy về đây bên anh (tiếng Hoa)"        |            |
| 7.  | "Tự hỏi lòng"                           |            |
| 8.  | "Đợi chờ mình em"                       |            |
| 9.  | "Tết đến"                               |            |
| 10. | "Hãy về đây bên anh (tiếng Thái)"       |            |
| 11. | "Thế giới hoàn mỹ (tiếng Hoa)"          |            |
| 12. | "Hát ru tình yêu (cùng Hồ Quỳnh Hương)" |            |

## Phát hành
Thập nhị mỹ nhân dự định được giới thiệu tại Hoa Kỳ, Đài Loan, Ma Cao, Campuchia và một số nước châu Âu. Album được ra mắt vào đúng ngày sinh nhật của Đan Trường, 29 tháng 12 năm 2007.
Trong đợt phát hành đầu tiên, album này được phát hành tại Đài Loan và Việt Nam với số lượng 10.000 bản in cho mỗi nơi; tổng cộng 100.000 bản được tung ra toàn thị trường, trở thành album có số lượng in lần đầu lớn nhất tại thời điểm ra mắt. Bên cạnh đó, album cũng nắm giữ một số kỷ lục tại thị trường Việt Nam như album đơn có số lượng ca sĩ tham gia đông nhất (14 ca sĩ), album có nhiều nhà tài trợ lớn nhất (5 công ty), album được thực hiện trong thời gian dài nhất (14 tháng), album có số lượng ca khúc tham gia tuyển chọn nhiều nhất (245 ca khúc), album có nhiều bản thiết kế nhất (12 thiết kế), album được phát hành với số lượng lớn nhất tại Đài Loan (10.000 bản).
Trong chuyến lưu diễn tại Đài Loan vào cuối tháng 8 và đầu tháng 9 năm 2008, Thập nhị mỹ nhân được phát hành thêm 3.000 bản tại địa điểm biểu diễn. Cuối năm 2018, Đan Trường tiếp tục tổ chức một liveshow với tên gọi Thập đại mỹ nhân.

## Đón nhận

### Vấn đề bản quyền
Ngày 28 tháng 4 năm 2010, ca-nhạc sĩ Duy Mạnh đã nộp đơn lên Trung tâm Bảo vệ quyền tác giả âm nhạc Việt Nam (VCPMC) đề nghị được bảo vệ quyền tác giả với ca khúc "Hãy về đây bên anh" do anh sáng tác. Ca khúc này được dịch sang tiếng Thái và tiếng Hoa để sử dụng trong album Thập nhị mỹ nhân nhưng chưa xin phép và không có sự đồng ý của Duy Mạnh. Theo đó, ca khúc "Hãy về đây bên anh" với phần lời tiếng Thái được ghi trên bìa album Thập nhị mỹ nhân có đánh dấu sao (*) xác nhận là lời độc quyền của công ty H.T Production.
Sự việc bắt đầu khi Duy Mạnh được một người bạn gửi đường link ca khúc "Hãy về đây bên anh" do Đan Trường thể hiện; vì khó có thể đòi quyền lợi chỉ qua đường liên kết này, ban đầu Duy Mạnh định bỏ qua vụ việc. Tuy nhiên, cho đến khi phát hiện Đan Trường biểu diễn ca khúc này trên truyền hình, anh mới tiến hành thu thập bằng chứng để đòi quyền lợi.
Ông bầu của Đan Trường là Hoàng Tuấn cho biết chính Đan Trường xác nhận đã được Duy Mạnh cho phép sử dụng ca khúc, còn việc đánh sao là sai sót vô ý của công ty H.T Production. Duy Mạnh khẳng định có cho phép Đan Trường sử dụng "Hãy về đây bên anh" khi nói chuyện qua điện thoại nhưng Đan Trường và Hoàng Tuấn sau đó đều không phản hồi về chuyện tác quyền. Trước đó, VCPMC xác nhận với Duy Mạnh rằng ông Hoàng Tuấn chỉ xin cấp phép sử dụng ca khúc với phần lời tiếng Việt và phía Đan Trường khẳng định số tiền tác quyền trả cho Duy Mạnh là 1.700.000 đồng, nhưng Duy Mạnh đã đáp lại rằng phía Đan Trường mới chỉ trả 500.000 đồng cho tác quyền phát hành CD rồi sau đó lại phát hành thêm bản DVD. Sự việc sau đó đã kết thúc với lời xin lỗi từ phía Hoàng Tuấn.

### Giải thưởng
| Năm  | Giải thưởng     | Đề cử                                                | Kết quả   | Chú thích |
| ---- | --------------- | ---------------------------------------------------- | --------- | --------- |
| 2008 | Album Vàng 2008 | Album được yêu thích tháng 5 (do khán giả bình chọn) | Đoạt giải | [ 13 ]    |
| 2009 | Album Vàng 2008 | Album được yêu thích của năm (do khán giả bình chọn) | Đoạt giải | [ 14 ]    |